# Ryan Liddie
Kelvin Ryan Liddie (Basseterre, 15 ottobre 1981) è un calciatore anguillano, portiere del Lyamers FC e della nazionale anguillana, della quale è capitano e giocatore con più presenze.